# مسرح الإمبراطورة (مونتريال)
مسرح الإمبراطورة (المعروف أيضًا باسم السينما الخامسة)، هو مسرح مهجور على طراز إحياء العمارة المصرية يقع في شارع شيربروك غرب في منطقة NDG في مونتريال، كيبيك، كندا. تم إغلاقه منذ عام 1992. اعتبارًا من عام 2020، من المقرر هدم المسرح.

## تاريخ

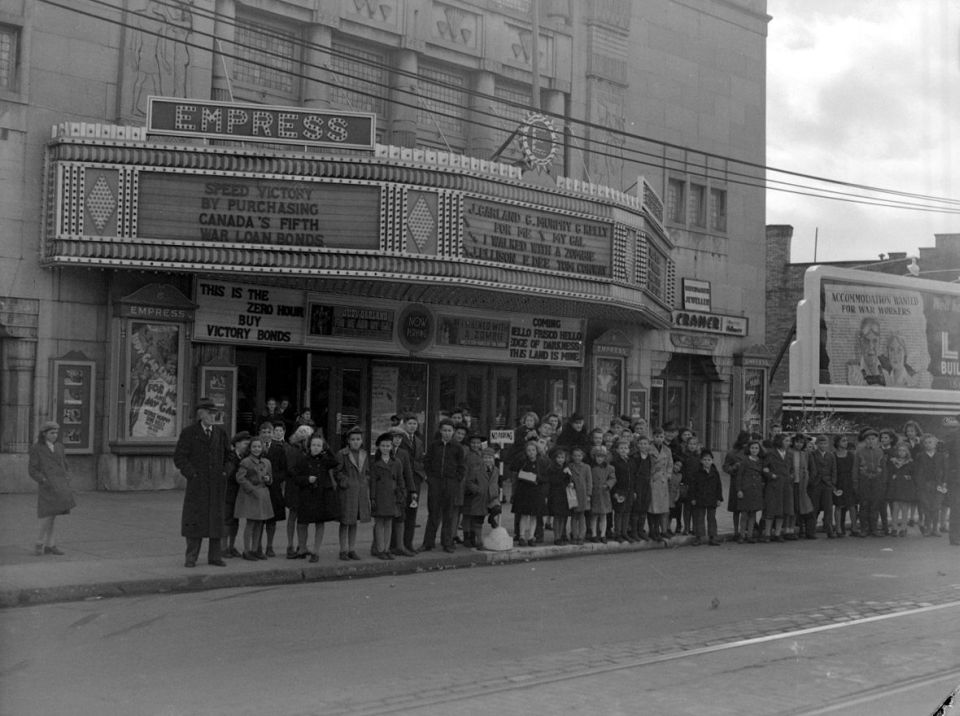
مسرح الامبراطورة عام 1943 (خلال حقبة الحرب العالمية الثانية).

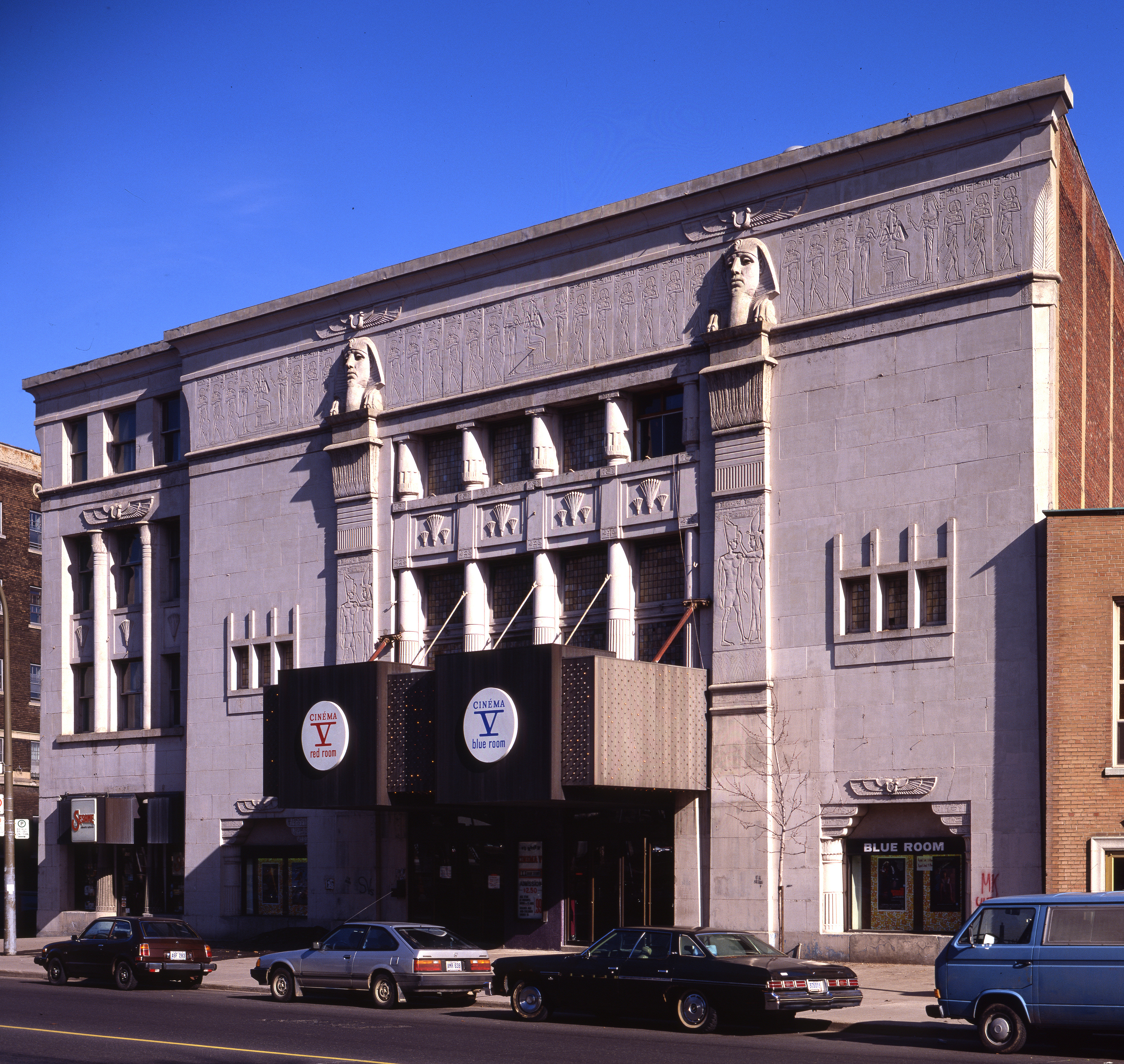
السينما الخامسة

بني في عام 1927 وصممه جوزيف ألكيد تشوسي، مع ديكورات داخلية من تصميم إيمانويل بريفا، إنه المسرح الوحيد في كندا المصمم على الطراز المصري (مستوحى من اكتشاف مقبرة توت عنخ آمون). افتُتح كمسرح الإمبراطورة، وكان المبنى عبارة عن مسرح فودفيل للأفلام الهزلية والأفلام التي تُعرض لأول مرة. في عام 1962 كان مسرح عشاء يسمى الحماقات الملكية. في عام 1968 أصبحت سينما سينمائية من مستويين تُعرف باسم السينما الخامسة وسال هيرميس. في عام 1974 أطلق عليها لفترة وجيزة اسم منزل الأفلام الزرقاء وفي عام 1975 أصبحت ببساطة السينما الخامسة، وهي سينما مرجعية. في عام 1988 تم الحصول عليها من قبل مشاهير بلايرز وعرضت الأفلام الأولى. في عام 1992 تسبب حريق في إلحاق الضرر بالمسرح مما أدى إلى إغلاقه بشكل دائم. في عام 1999، بعد عدة سنوات من التخلي، استحوذت مدينة مونتريال على المبنى.

## الوضع الحالي
المبنى المهجور يتدهور ببطء ويحيط محيطه بالسيور. في عام 2005، افتتح منظمو المجتمع مكتبًا صغيرًا بغرفة واحدة في الطابق الأرضي (الزاوية اليسرى من المبنى؛ موقع متجر سابق للأغذية الصحية) كمقر لترميم المبنى. تم إغلاق المكتب نهائيًا من قبل البلدة في ديسمبر 2011، ولم يعد دافئًا بعد عام 2013، مما ترك المبنى شاغرًا واستمر في التدهور. في السنوات التي تلت ذلك، تم تخريبه مرارًا وتكرارًا وتحطيم النوافذ (الآن الحد الأقصى) وغطيته بالكتابات على الجدران. اعتبارًا من عام 2020، تم الإعلان رسميًا عن أن المسرح غير سليم هيكليًا وأن السقف معرض لخطر الانهيار، بعد ما يقرب من 30 عامًا من الإهمال والتخلي.

## محاولات الحفظ الفاشلة

### جوردي- BTW- ماكجيل

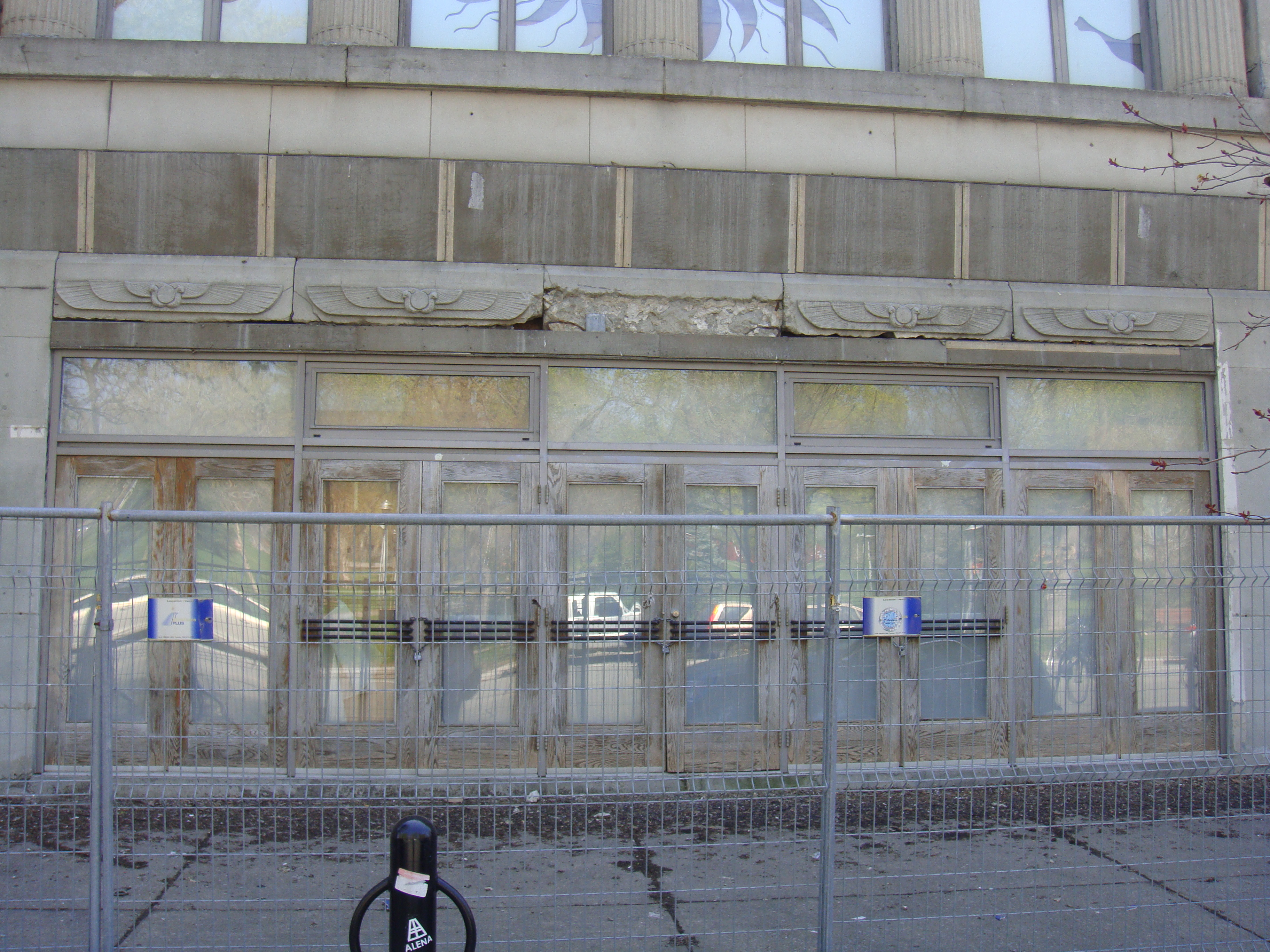
مسرح الإمبراطورة عام 2015

في نوفمبر 2009، بعد عدة محاولات فاشلة لإحياء المسرح على مر السنين، أعلنت جوردي للإنتاج وورشة المسرح الأسود ومعهد ماكجيل للموسيقى ومدينة مونتريال عن خطط لترميم المبنى. التكلفة التقديرية كانت 11.8 مليون دولار. كان من المقرر أن يستخدم المسرح للأداء والفنون البصرية وكان يشتمل على مقهى / معرض فني وقاعة حفلات تتسع لـ 246 شخصًا. كان من المقرر أن تكون موطنًا لـ جوردي للإنتاج وورشة المسرح الأسود، وقد خطط معهد ماكجيل للموسيقى لاستخدام المسرح في برنامجه الموسيقي.
في أغسطس 2010، سحبت حكومة المقاطعة التمويل وأعلنت إعادة الملكية إلى مدينة مونتريال بحلول نوفمبر. قام سكان NDG بتشكيل مجموعة Renaissance Empress، وهي مجموعة مكرسة للحفاظ على المسرح وتحويله إلى مركز ثقافي، مما أدى إلى تأخير هذه الخطوة. في 15 أغسطس 2011، استولت NDG على الملكية، وألغت المشروع فعليًا.
في يناير 2012، أعلنت منطقة NDG أن أي مجموعة غير ربحية لديها خطة جديدة للمبنى يجب أن تقدمها بحلول 11 مايو 2012. وذكرت المدينة أنها لن تقدم أي تمويل للمبنى.

### سينما NDG
في 5 سبتمبر 2012، صوتت البلدة لقبول اقتراح سينما NDG. كانت خطتهم هي فتح دار سينما بأربع غرف عرض وتخصيص 20٪ من المبنى للاستخدام التجاري. وقدرت أعمال ترميم المبنى بمبلغ 12 مليون دولار. تم منح Cinema NDG حتى 31 ديسمبر 2013، للحصول على دعم مالي، لكنها فشلت في الوفاء بالموعد النهائي. تم منح تمديدين خلال عامي 2014 و 2015، لكن سينما NDG فشلت في تلبية هذه أيضًا. في 2 نوفمبر 2015، صوتت المدينة لمنح التمديد الثالث والأخير، في 30 يونيو 2016، ولكن مرة أخرى فشلت سينما NDG في الوفاء بالموعد النهائي، وخسرت المشروع.
في أواخر سبتمبر 2016، على أمل بداية جديدة، قدمت سينما NDG خطة منقحة ومقلصة إلى المدينة، مما خفض التكلفة التقديرية إلى 9.5 مليون دولار. ومع ذلك، لم تظهر المدينة استعدادًا لقبول خطة جديدة، وعلاوة على ذلك، فإنها لن تنقل ملكية المبنى تحت أي ظرف من الظروف ما لم تثبت سينما NDG أنها حصلت على 100٪ من التمويل. في الوقت نفسه، استمرت دور السينما الأخرى في الإغلاق في مونتريال وفي جميع أنحاء أمريكا الشمالية، بما في ذلك سينما مونتريال ومركز الفنون المسرحية Excentris في نوفمبر 2015.

### MK2
في أكتوبر 2017، تم الإعلان عن مجموعة جديدة من المواطنين: أصدقاء الإمبراطورة. وعبرت المجموعة عن رغبتها في إعادة فتح المسرح، ودعت إلى مزيد من الشفافية والمشاورات العامة للمشروع. واقترحت أيضًا موقفًا منبثقًا على الرصيف لاستطلاع آراء السكان. تم إحباط هذه الجهود من قبل مجموعة سينما NDG، التي اتهمت مجموعة أصدقاء الإمبراطورة بممارسة السياسة لمحاولة جعل العملية أكثر ديمقراطية. بعد أسبوع، ودون أي استشارة مع أصحاب المصلحة المحليين، وقعت شركة الأفلام الفرنسية MK2 خطاب نوايا للشراكة مع سينما NDG (المعروفة الآن باسم مؤسسة مسرح الإمبراطورة) لتشغيل سينما بسعة 880 مقعدًا خارج المبنى، مع 5 غرف ومطعم وبار ومقهى. ومع ذلك، لم يتم تحديد تفاصيل مالية، ولم تعقد المدينة أي اتفاقية جديدة. رفض أعضاء المجالس المحلية جهود أصدقاء الإمبراطورة للحصول على معلومات حول العقد.
في أغسطس 2018، تم الإبلاغ عن قطع MK2 العلاقات مع مؤسسة مسرح الإمبراطورة وانسحب من اتفاقها. وقد ترك هذا مشروع تنشيط المسرح، مرة أخرى، ينهار ويفشل في النهاية. ظل المبنى في حالة خطيرة من التدهور وكان عرضة لخطر الهدم.

## في انتظار الهدم
في مارس 2020، ذكرت CTV News أن مدينة CDN-NDG تخطط لهدم مسرح الإمبراطورة السابق. تظهر المراجعة أن المبنى الآن غير سليم من الناحية الهيكلية، وأن الخرسانة متدهورة، وبشكل عام في حالة سيئة، حتى سقفه معرض لخطر الانهيار. لم يتقرر ما إذا كان سيتم الهدم الكامل أو الجزئي، ولكن هناك احتمال أن يتم الحفاظ على واجهته الخارجية المصرية الجديدة واستخدامها في مبنى جديد. ومع ذلك، مع الاضمحلال المتقدم عن طريق الإهمال، فمن غير المعروف حاليًا ما إذا كان يمكن حفظ الواجهة في هذه المرحلة. بالإضافة إلى ذلك، سترتفع التكاليف بشكل كبير بالنسبة للمطورين لإنقاذ أي جزء من المبنى، مما يجعل جدوى الحفاظ على الواجهة موضع شك. تزعم وكالة الإسكان العامة في مونتريال أنه سيتم بناء مساكن «ميسورة التكلفة» في مكانها، يمثل هذا الإعلان نهاية معلم عمره ما يقرب من قرن من الزمان.